# Aladdin Sane (canção)
Aladdin Sane (1913-1938-197?) é a faixa-título do álbum Aladdin Sane (1973) de David Bowie. Descrita pelo biógrafo David Buckley como a "pivô" do álbum, ela representa um momento de experimentação na música de Bowie, depois do sucesso de The Rise and Fall of Ziggy Stardust and the Spiders from Mars em 1972.